# Front

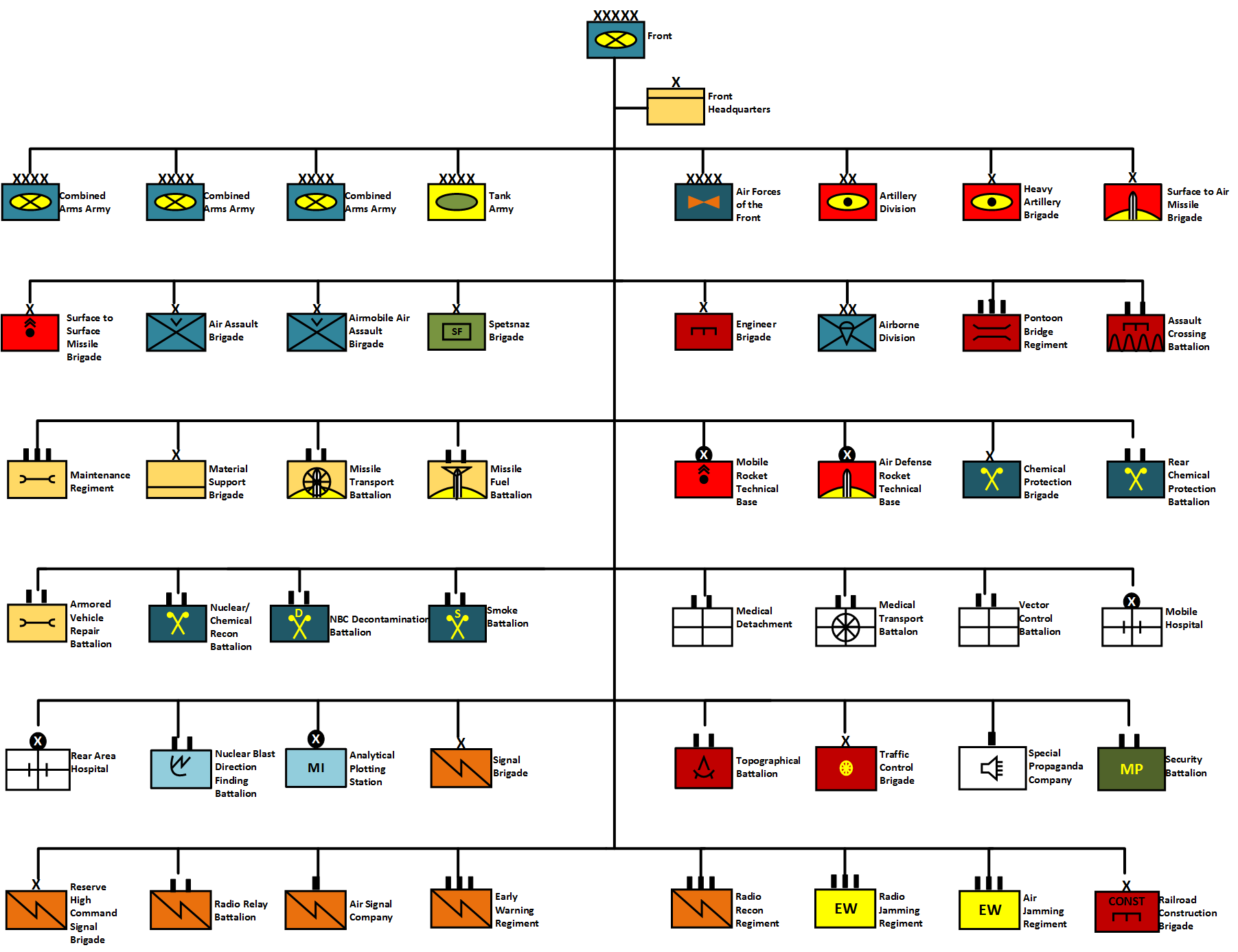
Složení sovětského frontu v roce 1980.

Front byl druh vojenské formace v Rusku a Sovětském svazu, skládající se z několika polních armád a menších samostatných jednotek, ekvivalent ke skupině armád. Početnost frontu dosahovala několika set tisíc až milión vojáků. Fronty byly vytvářeny pouze za války, po skončení konfliktu byla velitelství frontů reorganizována ve velitelství vojenských okruhů (na domácím území), skupin vojsk (v zahraničí), nebo zrušena. V praxi byla velikost sovětského frontu v letech 1941–1945 většinou menší než například německé skupiny armád.

## Ruské fronty první světové války
Za první světové války byly v Rusku první dva fronty vytvořeny v červenci 1914, později jejich počet vzrostl na pět. Všechny zanikly počátkem roku 1918.
- Severozápadní front (červenec 1914 – srpen 1915)
- Jihozápadní front (červenec 1914 – 1918)
- Severní front (srpen 1915 – 1918)
- Západní front (srpen 1915 – 1918)
- Rumunský front (prosinec 1916 – 1918)
- Kavkazský front (duben 1917 – 1918)

## Sovětské fronty občanské války
V počátečním období války z rozhodnutí místních orgánů sovětské moci vznikaly různě nazývané místní ozbrojené oddíly, někdy sjednocené v armády či fronty. Tyto útvary byly obvykle málo početné a pouze regionálního významu. Vznikly tak fronty: Západní revoluční pro boj s kontrarevolucí, Československý, Severouralsko-Sibiřský, Uralsko-Orenburský, Zakaspický, Akťjubinský, Semirečenský, Ferganský, Kubáňsko-Černomořský, Carycinský, Stepní a jiné.
Od června 1918 byly pro vedení boje proti československému vojsku místní rudé jednotky byly zorganizovány v divize, ty spojeny v armády a armády sjednoceny v první regulérní front – Východní. Na podzim 1918 vznikly fronty i na ostatních směrech. Byly vytvářeny jako svazky několika armád spojených společným cílem, armády pak byly svazky pro vedení boje v samostatném operačním směru. Front sestával z dvou nebo více armád, samostatných skupin vojsk, jezdeckých sborů či divizí, jednotek letectva, obrněných vojsk, týlu.

### Seznam sovětských frontů občanské války
- Východní front (13. června 1918 – 15. ledna 1920)
- Severní front (15. září 1918 – 19. února 1919)
- Jižní front (září 1918 – 10. ledna 1920), (21. září 1920 – prosince 1920)
- Kaspicko-Kavkazský front (8. prosince 1918 – 13. března 1919)
- Ukrajinský front (4. ledna – 15. června 1919)
- Západní front (19. února 1919 – 8. dubna 1924)
- Turkestánský front (14. srpna 1919 – červen 1926)
- Jihovýchodní front (30. září 1919 – 16. ledna 1920)
- Jihozápadní front (10. ledna – 31. prosince 1920)
- Kavkazský front (16. ledna 1920 – května 1921)

## Seznam sovětských frontů během 2. světové války
- 1. běloruský front / 1-j Bělorusskij front
- 1. dálněvýchodní front / 1-j Dalněvostočnyj front
- 1. pobaltský front / 1-j Pribaltijskij front
- 1. ukrajinský front / 1-j Ukrainskij front
- 2. běloruský front / 2-j Bělorusskij front
- 2. dálněvýchodní front / 2-j Dalněvostočnyj front
- 2. pobaltský front / 2-j Pribaltijskij front
- 2. ukrajinský front / 2-j Ukrainskij front
- 3. běloruský front / 3-j Bělorusskij front
- 3. pobaltský front / 3-j Pribaltijskij front
- 3. ukrajinský front / 3-j Ukrainskij front
- 4. ukrajinský front / 4-j Ukrainskij front
- Běloruský front / Bělorusskij front
- Brjanský front / Brjanskij front
- Dálněvýchodní front / Dalněvostočnyj front
- Donský front / Donskoj front
- Front možajské obranné linie / Front Možajskoj linii oborony
- Front záložních armád / Front rezervnych armij
- Jihovýchodní front / Jugo-Vostočnyj front
- Jihozápadní front / Jugo-Zapadnyj front
- Jižní front / Južnyj front
- Kalininský front / Kalininskij front
- Karelský front / Karelskij front
- Kavkazský front / Kavkazskij front
- Krymský front / Krymskij front
- Kurský front / Kurskij front
- Leningradský front / Leningradskij front
- Moskevské pásmo obrany / Moskovskaja zona oborony
- Moskevský záložní front / Moskovskij rezervnyj front
- Orelský front / Orlovskij front
- Pobaltský front / Pribaltijskij front
- Severní front / Severnyj front
- Severokavkazský front / Sevěro-Kavkazskij front
- Severozápadní front / Sevěro-Zapadnyj front
- Stalingradský front / Stalingradskij front
- Stepní front / Stěpnoj front
- Střední front / Centralnyj front
- Ukrajinský front / Ukrainskij front
- Volchovský front / Volchovskij front
- Voroněžský front / Voroněžskij front
- Zabajkalský front / Zabajkalskij front
- Zakavkazský front / Zakavkazskij front
- Záložní front (případně též Rezervní front) / Rezervnyj front
- Západní front / Zapadnyj front